# Eleições estaduais de Berlim Ocidental em 1989
As eleições estaduais de Berlim Ocidental em 1989 foram realizadas a 29 de Janeiro e, serviram para eleger os 138 deputados para o parlamento estadual. Estas viriam a ser as últimas eleições de Berlim Ocidental, antes da queda do Muro de Berlim.
A União Democrata-Cristã, apesar de se ter mantido como partido mais votado, teve uma forte queda, perdendo 14 deputados e, cerca de, 9% em relação a 1985, ficando-se pelos 37,7% dos votos e 55 deputados.
O Partido Social-Democrata da Alemanha ficou a uma distância ínfima de se tornar o partido mais votado, obtendo os mesmos 55 deputados que os democratas-cristãos, mas, obtendo 37,3% dos votos, menos 0,4% que a CDU.
A Lista Alternativa obteve um bom resultado, subindo para os 11,8% dos votos.
A grande surpresa foi o sucesso do partido nacionalista, Os Republicanos, que entraram no parlamento com 7,5% dos votos e 11 deputados.
O Partido Democrático Liberal obteve um resultado desastroso, saindo do parlamento, ao se ficar pelos 3,9% dos votos.
Após as eleições, o SPD voltaria a governar Berlim Ocidental, ao formar uma coligação inédita com os ecologistas da Lista Alternativa.

## Resultados Oficiais
| Partido                 | Partido                     | Votos     | %     | +/-   | Deputados | +/-   |
| ----------------------- | --------------------------- | --------- | ----- | ----- | --------- | ----- |
|                         | União Democrata-Cristã      | 453 211   | 37,75 | 8,66  | 55 / 138  | 14    |
|                         | Partido Social-Democrata    | 448 203   | 37,33 | 4,97  | 55 / 138  | 7     |
|                         | Lista Alternativa           | 141 529   | 11,79 | 1,19  | 17 / 138  | 2     |
|                         | Os Republicanos             | 90 222    | 7,51  | Novo  | 11 / 138  | Novo  |
|                         | Partido Democrático Liberal | 47 153    | 3,93  | 4,52  | 0 / 138   | 12    |
|                         | Outros                      | 20 354    | 1,69  |       | 0 / 138   |       |
| Votos Inválidos         | Votos Inválidos             | 19 751    |       |       |           |       |
| Total                   | Total                       | 1 220 423 | 100   |       | 138 / 138 | 6     |
| Eleitorado/Participação | Eleitorado/Participação     | 1 532 870 | 79,62 | 3,96  |           |       |
| Fonte                   | Fonte                       | [ 1 ]     | [ 1 ] | [ 1 ] | [ 1 ]     | [ 1 ] |